# Morro da Cruz
Morro da Cruz är ett samhälle i Brasilien.   Det ligger i kommunen Florianópolis och delstaten Santa Catarina, i den södra delen av landet, 1 300 km söder om huvudstaden Brasília. Morro da Cruz ligger 300 meter över havet och antalet invånare är 5 000. Det ligger på ön Ilha de Santa Catarina.
Terrängen runt Morro da Cruz är kuperad österut, men västerut är den platt. Havet är nära Morro da Cruz åt nordväst. Trakten är tätbefolkad. Närmaste större samhälle är Florianópolis, 1,9 km sydväst om Morro da Cruz.
I omgivningarna runt Morro da Cruz växer i huvudsak städsegrön lövskog.